# 7 Pułk Ułanów (Księstwo Warszawskie)

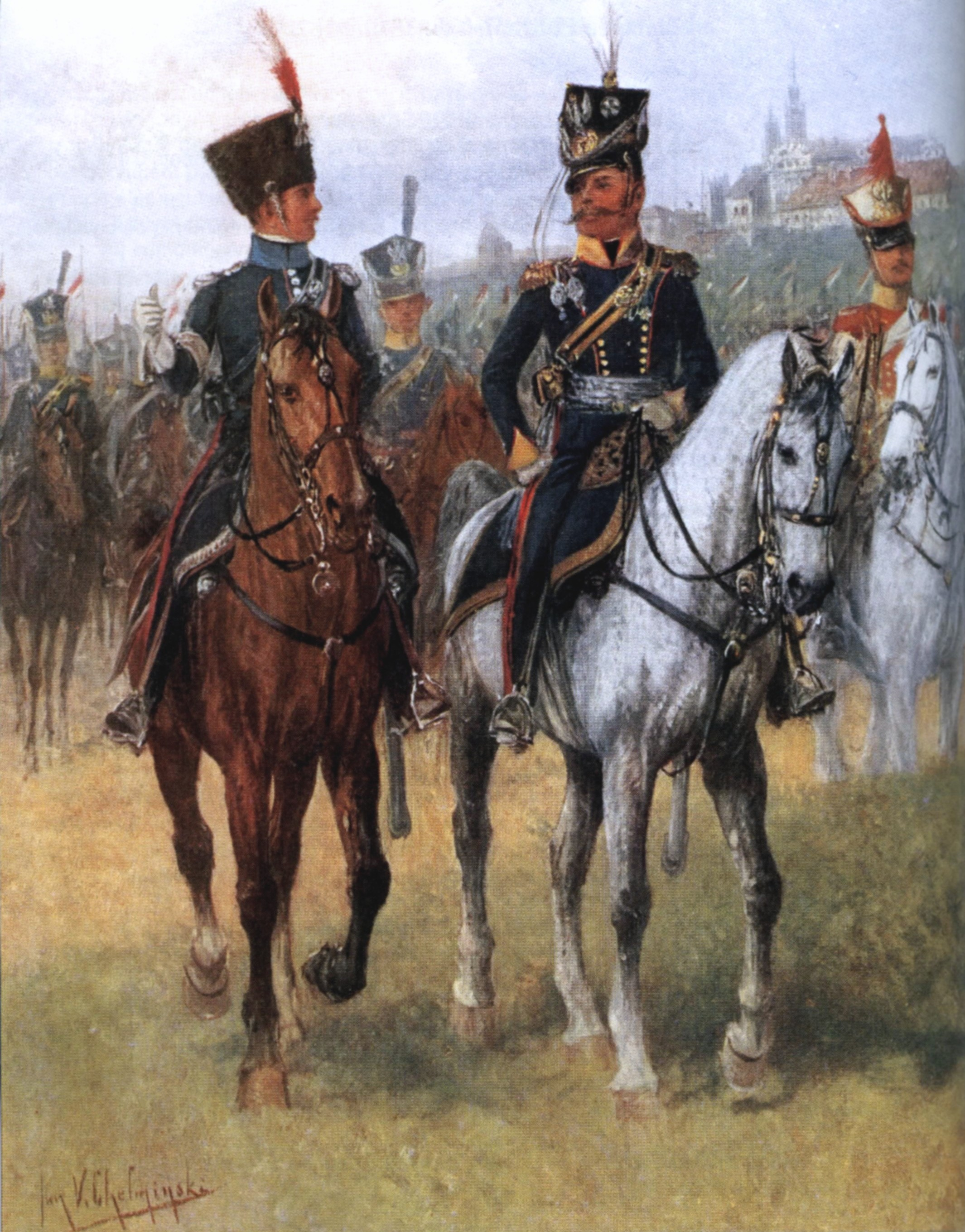
Ułani 7 pułku Ułanów

7 Pułk Ułanów – oddział jazdy polskiej Armii Księstwa Warszawskiego. 

## Opis
Formowanie pułku rozpoczęto 20 kwietnia 1809 roku z inicjatywy prefekta płockiego Rajmunda Rembielińskiego w departamencie łomżyńskim i płockim. Nosił początkowo nazwę  pułku jazdy płockiej. Do 28 grudnia 1809 nazywany 1 pułku jazdy galicyjsko-francuskiej. Od 1810 występował jako 7 pułk ułanów.
Pod koniec 1809 roku pułk liczył 610 żołnierzy.
Wiosną 1811 roku pułk przybył do Warszawy i zakwaterował się w Koszarach Mirowskich. Po sześciu tygodniach przegrupował się  w okolice Radomia, gdzie ćwiczył wspólnie z 2 p.uł. Zakład pułkowy pozostał w Sieradzu, potem przeniósł się do Gniezna. 
Według Henryka Dembińskiego 7 pułk  ułanów nie miał najlepszej opinii pod względem wyszkolenia: "W pułku był taki zarodek nieporządku, że do końca istnienia swego był zawsze ruchawką"

## Mundur
Od 1810 roku obowiązywała następująca barwa munduru:
 Kołnierz żółty z pąsową wypustką. Rabaty granatowe z pąsową wypustką.
  Wyłogi rękawów żółte z pąsową wypustką

Lampasy spodni żółte

Żółta barwa eksponowana była również na jednej ze stref proporczyka i nawiązywała do koloru przypisanego legii warszawskiej, na której terytorium formowała się jednostka.

## Dowódca pułku
- płk Augustyn Zawadzki (26 kwietnia 1809)[3]

## Walki pułku
Pułk brał udział w walkach w czasie wojny polsko austriackiej i  inwazji na Rosję 1812 roku.
30 kwietnia 1809 pułk przeprawił się przez Bug i uderzył na graniczne posterunki austriackie, biorąc licznych jeńców. 2 czerwca  pomiędzy Górą a Piasecznem z powodzeniem ścigał austriackich huzarów. 4 czerwca przeszedł na lewy brzeg Wisły i zdobył Kozienice. Niektórzy ułani pułku pozwalali sobie w czasie walk dokonywać "nieprawych rekwizycyj w sposobie szpecącym dostojność żołnierza polskiego", za co ich dowódca otrzymał surową reprymendę od naczelnego wodza. 
Bitwy i potyczki:
- Góra Piaseczna (2 czerwca 1809)
- Kozienice (4 czerwca 1809),
- Kobylin (5 czerwca 1809),
- Konary (7 czerwca 1809),
- Grabowo (14 czerwca 1809),
- Sulejów (16 czerwca 1809),
- Mir (10 lipca 1812),
- Borujsk, Kojdanów (20 listopada 1812)